# Biserica „Sfântul Nicolae” din Prunișor
Biserica cu hramul „Sfântul Nicolae” se află în localitatea Prunișor, comuna Prunișor, județul Mehedinți. Biserica se află pe noua listă a monumentelor istorice sub codul LMI:  MH-II-m-B-10388.

## Legături externe
- Fișă monument
- Monumente istorice din România - Fișă și localizare de monument

## Vezi și
- Prunișor, Mehedinți

## Imagini

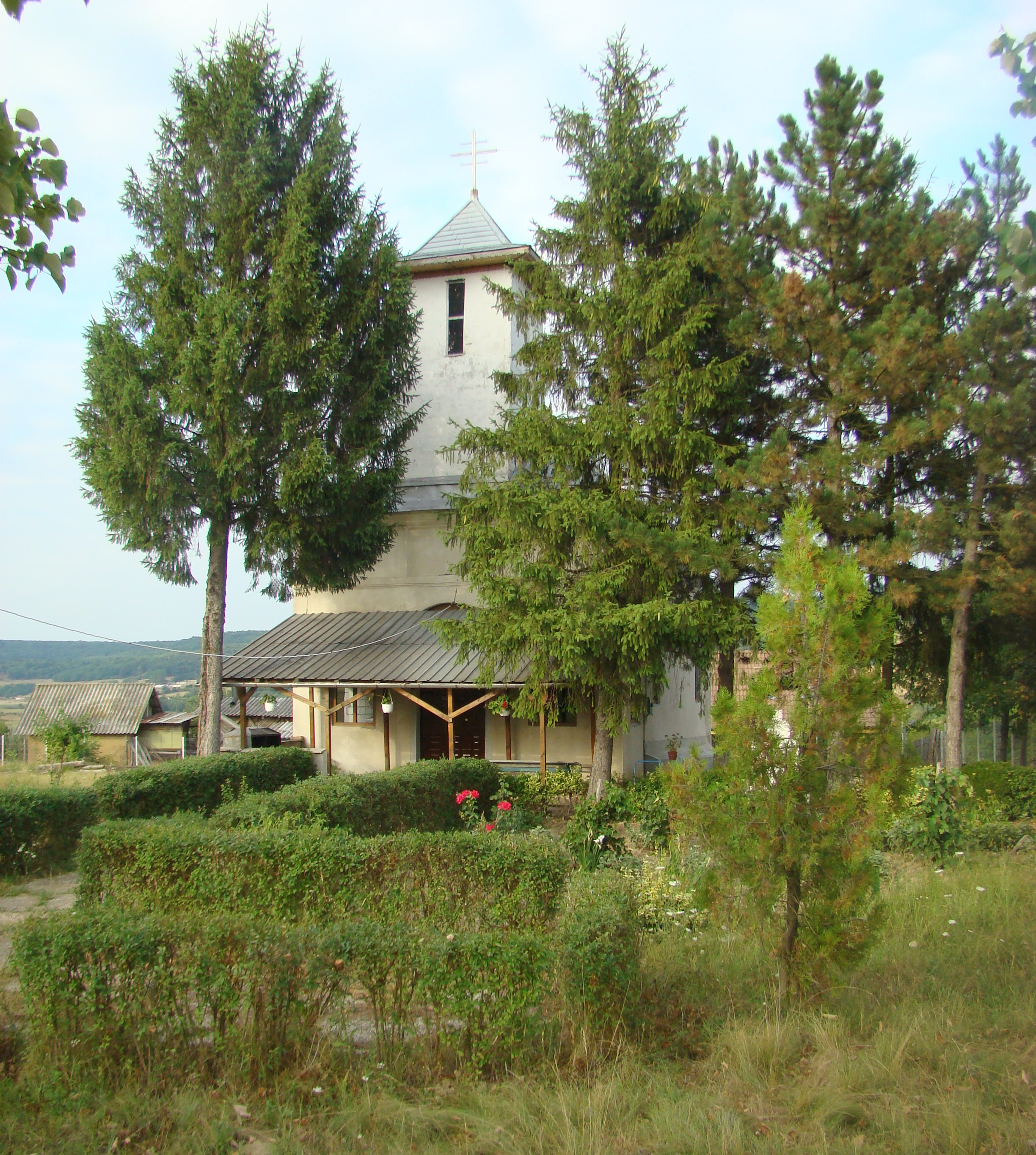
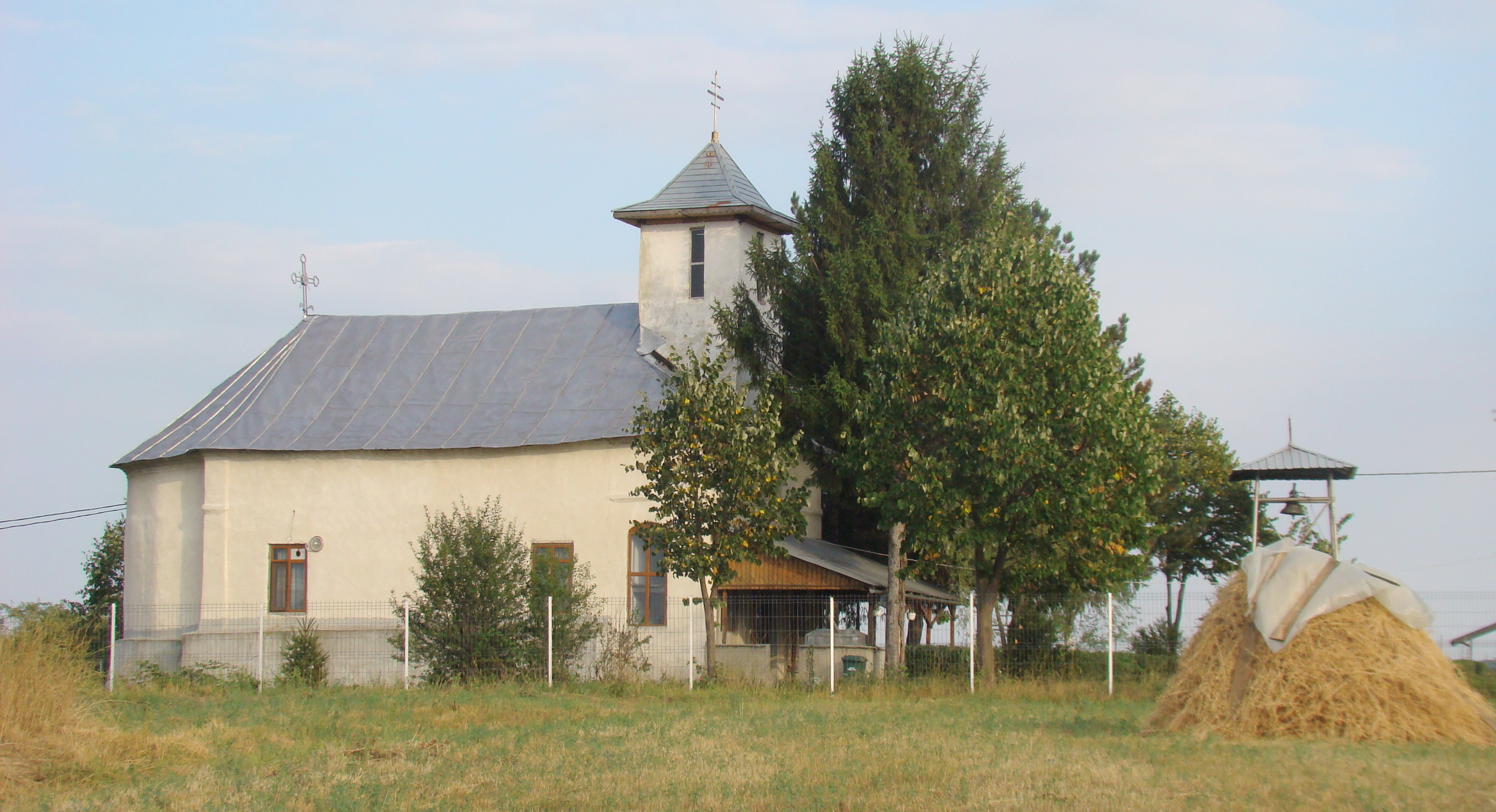
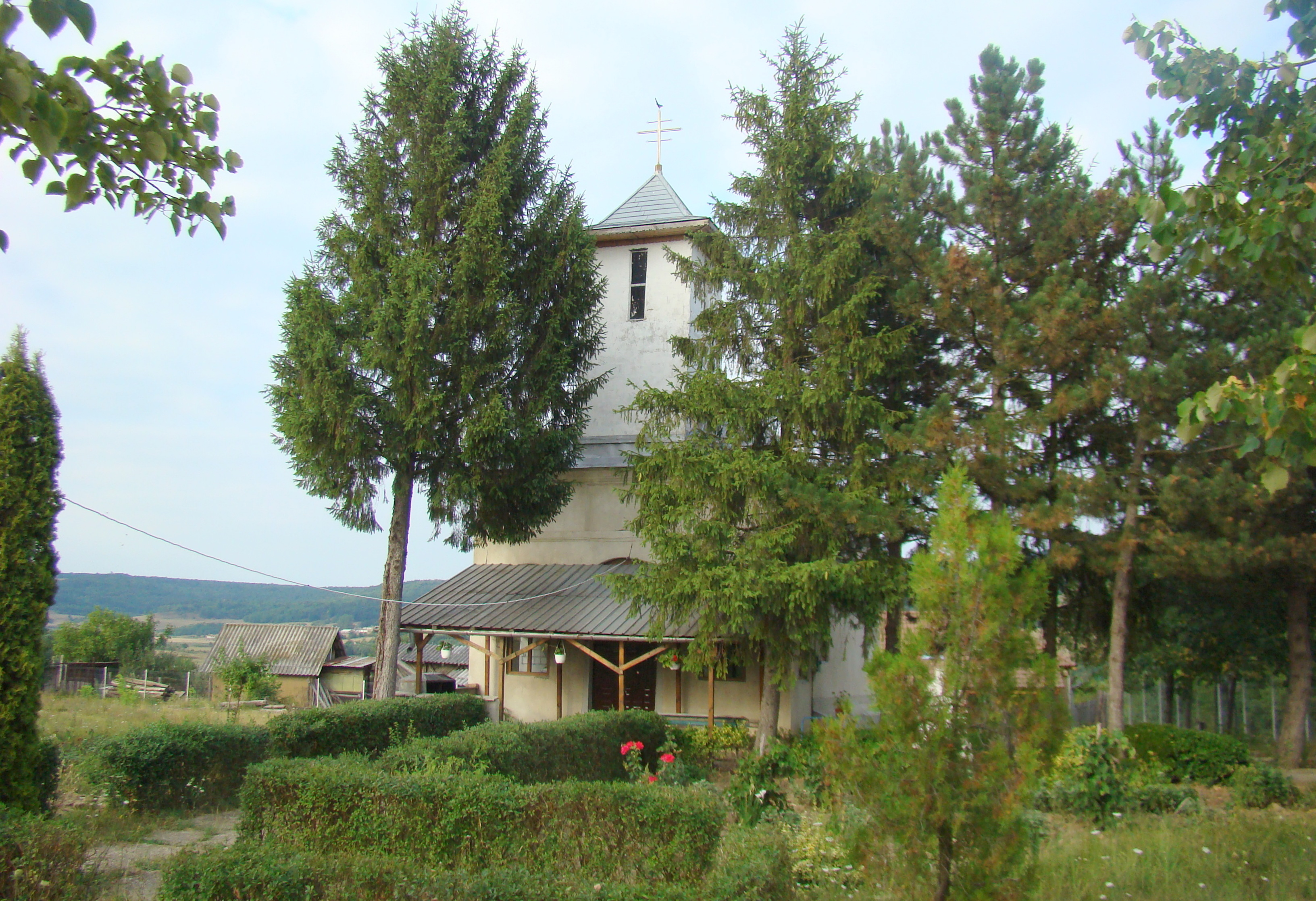
Biserica (vest)
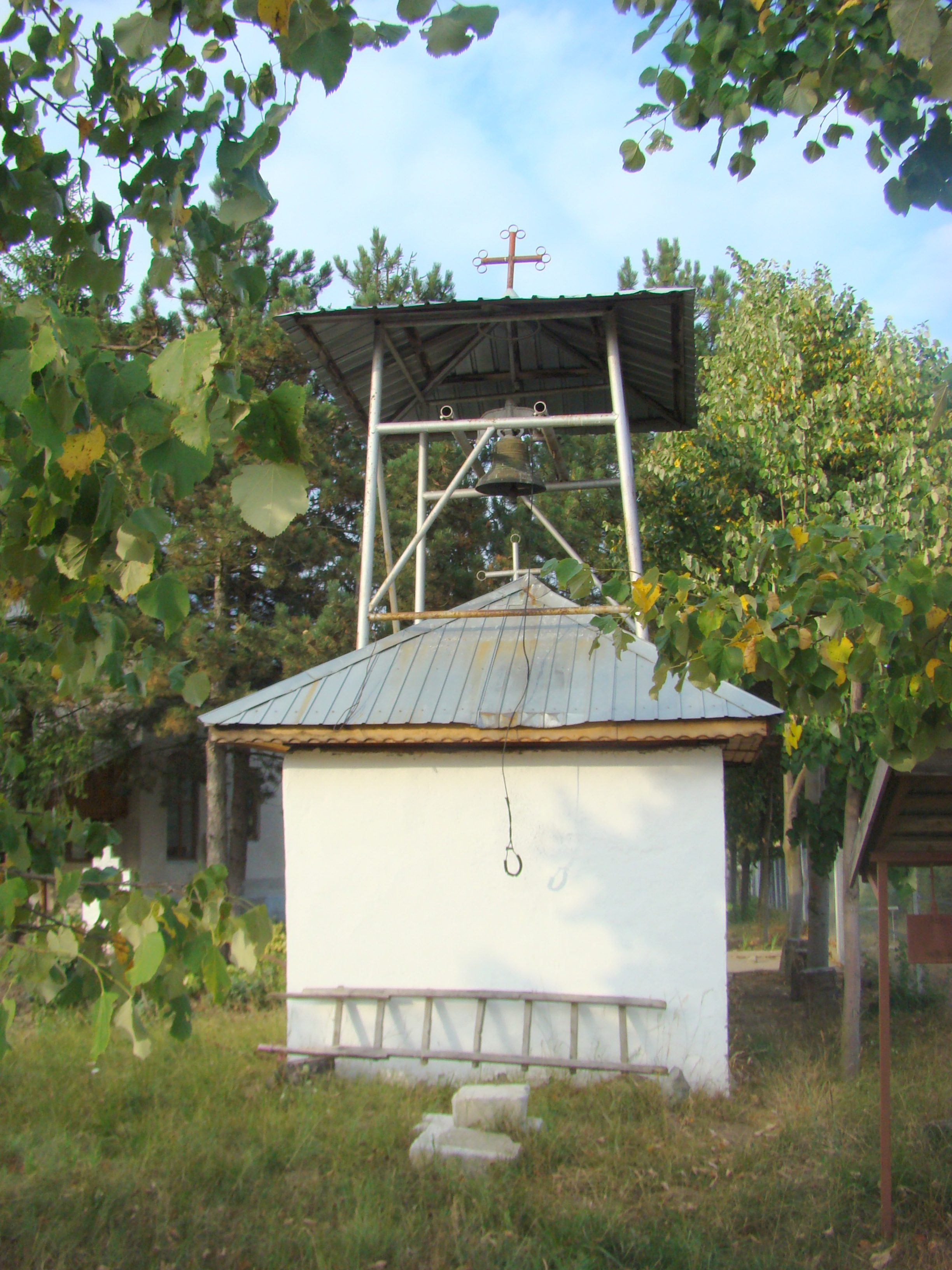
Clopotniţa
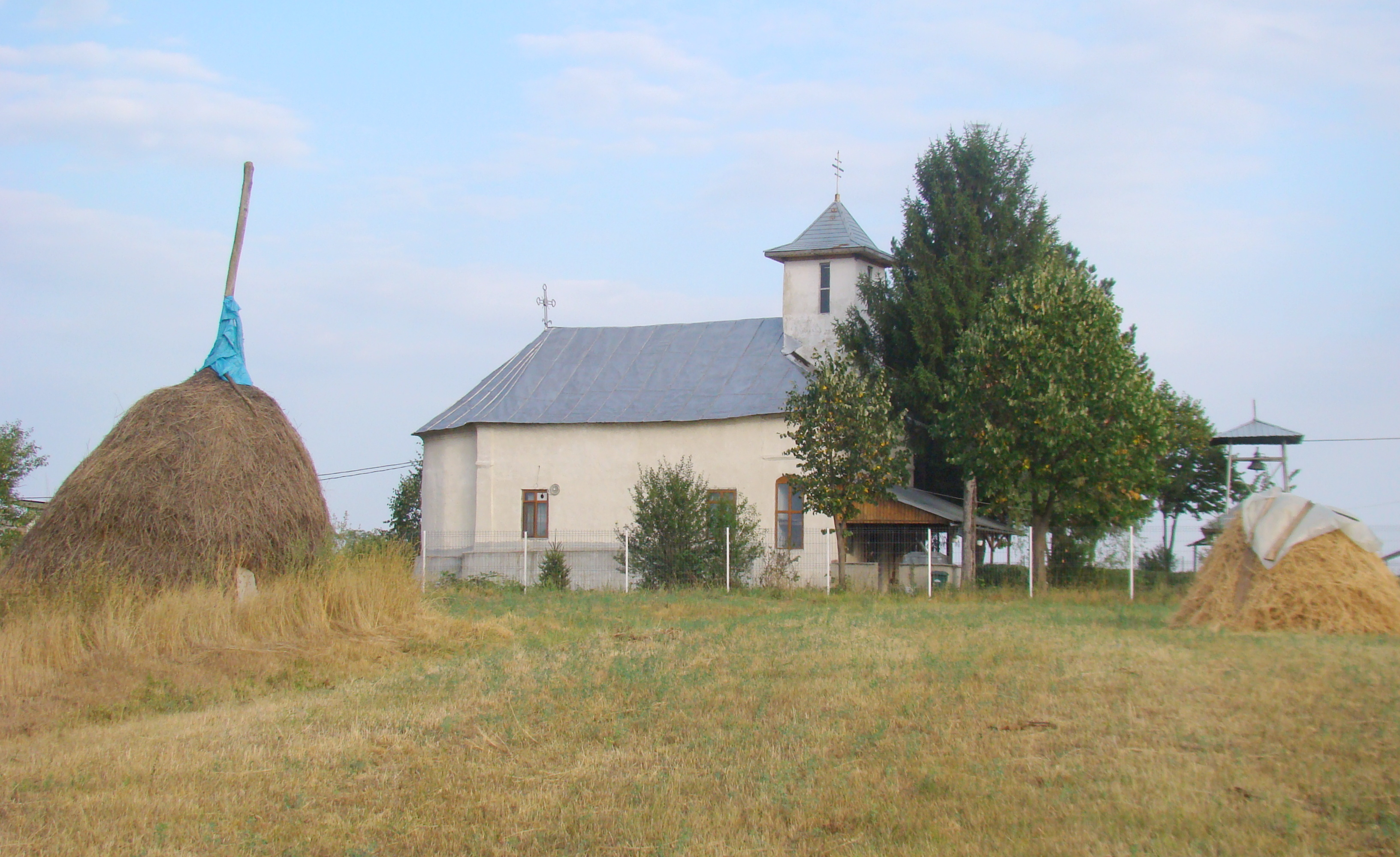